# Liste des communes de la Haute-Marne
Pour les autres listes de communes, voir Listes des communes de France.
| - La Haute-Marne en France métropolitaine. - Carte des communes de la Haute-Marne. |

Cette page liste les 426 communes du département français de la Haute-Marne au 1er janvier 2025.

## Liste des communes
Le tableau suivant donne la liste des communes au 1er janvier 2025, en précisant leur code Insee, leur code postal principal, leur arrondissement, leur canton, leur intercommunalité, leur superficie, leur population et leur densité, d'après les chiffres de l'Insee issus du recensement 2022,.
| Nom                              | Code Insee | Code postal | Arrondissement | Canton                                       | Intercommunalité                           | Superficie (km2) | Population (dernière pop. légale) | Densité (hab./km2) | Modifier                                    |
| -------------------------------- | ---------- | ----------- | -------------- | -------------------------------------------- | ------------------------------------------ | ---------------- | --------------------------------- | ------------------ | ------------------------------------------- |
| Chaumont (préfecture)            | 52121      | 52000       | Chaumont       | Chaumont-1 Chaumont-2 Chaumont-3             | CA de Chaumont                             | 55,26            | 21 418 (2022)                     | 388                | modifier les données · modifier les données |
| Ageville                         | 52001      | 52340       | Chaumont       | Nogent                                       | CA de Chaumont                             | 19,55            | 302 (2022)                        | 15                 | modifier les données · modifier les données |
| Aigremont                        | 52002      | 52400       | Langres        | Bourbonne-les-Bains                          | CC des Savoir-Faire                        | 4,87             | 26 (2022)                         | 5,3                | modifier les données · modifier les données |
| Aillianville                     | 52003      | 52700       | Chaumont       | Poissons                                     | CC Meuse Rognon                            | 23,63            | 142 (2022)                        | 6,0                | modifier les données · modifier les données |
| Aingoulaincourt                  | 52004      | 52230       | Saint-Dizier   | Poissons                                     | CC du Bassin de Joinville en Champagne     | 5,10             | 11 (2022)                         | 2,2                | modifier les données · modifier les données |
| Aizanville                       | 52005      | 52120       | Chaumont       | Châteauvillain                               | CC des Trois Forêts                        | 3,50             | 27 (2022)                         | 7,7                | modifier les données · modifier les données |
| Allichamps                       | 52006      | 52130       | Saint-Dizier   | Saint-Dizier-1                               | CA Saint-Dizier, Der et Blaise             | 2,74             | 362 (2022)                        | 132                | modifier les données · modifier les données |
| Ambonville                       | 52007      | 52110       | Saint-Dizier   | Joinville                                    | CC du Bassin de Joinville en Champagne     | 14,47            | 85 (2022)                         | 5,9                | modifier les données · modifier les données |
| Andelot-Blancheville             | 52008      | 52700       | Chaumont       | Bologne                                      | CC Meuse Rognon                            | 33,18            | 831 (2022)                        | 25                 | modifier les données · modifier les données |
| Andilly-en-Bassigny              | 52009      | 52360       | Langres        | Nogent                                       | CC du Grand Langres                        | 8,42             | 106 (2022)                        | 13                 | modifier les données · modifier les données |
| Annéville-la-Prairie             | 52011      | 52310       | Chaumont       | Bologne                                      | CA de Chaumont                             | 5,22             | 94 (2022)                         | 18                 | modifier les données · modifier les données |
| Annonville                       | 52012      | 52230       | Saint-Dizier   | Poissons                                     | CC du Bassin de Joinville en Champagne     | 6,19             | 29 (2022)                         | 4,7                | modifier les données · modifier les données |
| Anrosey                          | 52013      | 52500       | Langres        | Chalindrey                                   | CC des Savoir-Faire                        | 11,04            | 125 (2022)                        | 11                 | modifier les données · modifier les données |
| Aprey                            | 52014      | 52250       | Langres        | Villegusien-le-Lac                           | CC d'Auberive Vingeanne et Montsaugeonnais | 15,72            | 189 (2022)                        | 12                 | modifier les données · modifier les données |
| Arbigny-sous-Varennes            | 52015      | 52500       | Langres        | Chalindrey                                   | CC des Savoir-Faire                        | 9,84             | 86 (2022)                         | 8,7                | modifier les données · modifier les données |
| Arbot                            | 52016      | 52160       | Langres        | Villegusien-le-Lac                           | CC d'Auberive Vingeanne et Montsaugeonnais | 13,15            | 64 (2022)                         | 4,9                | modifier les données · modifier les données |
| Arc-en-Barrois                   | 52017      | 52210       | Chaumont       | Châteauvillain                               | CC des Trois Forêts                        | 50,44            | 688 (2022)                        | 14                 | modifier les données · modifier les données |
| Arnancourt                       | 52019      | 52110       | Saint-Dizier   | Joinville                                    | CC du Bassin de Joinville en Champagne     | 9,31             | 82 (2022)                         | 8,8                | modifier les données · modifier les données |
| Attancourt                       | 52021      | 52130       | Saint-Dizier   | Wassy                                        | CA Saint-Dizier, Der et Blaise             | 10,02            | 275 (2022)                        | 27                 | modifier les données · modifier les données |
| Aubepierre-sur-Aube              | 52022      | 52210       | Chaumont       | Châteauvillain                               | CC des Trois Forêts                        | 43,10            | 185 (2022)                        | 4,3                | modifier les données · modifier les données |
| Auberive                         | 52023      | 52160       | Langres        | Villegusien-le-Lac                           | CC d'Auberive Vingeanne et Montsaugeonnais | 70,64            | 156 (2022)                        | 2,2                | modifier les données · modifier les données |
| Audeloncourt                     | 52025      | 52240       | Chaumont       | Poissons                                     | CC Meuse Rognon                            | 11,60            | 80 (2022)                         | 6,9                | modifier les données · modifier les données |
| Aujeurres                        | 52027      | 52190       | Langres        | Villegusien-le-Lac                           | CC d'Auberive Vingeanne et Montsaugeonnais | 12,94            | 67 (2022)                         | 5,2                | modifier les données · modifier les données |
| Aulnoy-sur-Aube                  | 52028      | 52160       | Langres        | Villegusien-le-Lac                           | CC d'Auberive Vingeanne et Montsaugeonnais | 9,31             | 58 (2022)                         | 6,2                | modifier les données · modifier les données |
| Autigny-le-Grand                 | 52029      | 52300       | Saint-Dizier   | Joinville                                    | CC du Bassin de Joinville en Champagne     | 3,59             | 130 (2022)                        | 36                 | modifier les données · modifier les données |
| Autigny-le-Petit                 | 52030      | 52300       | Saint-Dizier   | Joinville                                    | CC du Bassin de Joinville en Champagne     | 2,53             | 55 (2022)                         | 22                 | modifier les données · modifier les données |
| Autreville-sur-la-Renne          | 52031      | 52120 52330 | Chaumont       | Châteauvillain                               | CC des Trois Forêts                        | 31,32            | 376 (2022)                        | 12                 | modifier les données · modifier les données |
| Avrecourt                        | 52033      | 52140       | Langres        | Bourbonne-les-Bains                          | CC du Grand Langres                        | 7,63             | 113 (2022)                        | 15                 | modifier les données · modifier les données |
| Bailly-aux-Forges                | 52034      | 52130       | Saint-Dizier   | Wassy                                        | CA Saint-Dizier, Der et Blaise             | 10,51            | 133 (2022)                        | 13                 | modifier les données · modifier les données |
| Baissey                          | 52035      | 52250       | Langres        | Villegusien-le-Lac                           | CC d'Auberive Vingeanne et Montsaugeonnais | 9,97             | 172 (2022)                        | 17                 | modifier les données · modifier les données |
| Bannes                           | 52037      | 52360       | Langres        | Nogent                                       | CC du Grand Langres                        | 9,16             | 364 (2022)                        | 40                 | modifier les données · modifier les données |
| Bassoncourt                      | 52038      | 52240       | Chaumont       | Poissons                                     | CC Meuse Rognon                            | 6,49             | 63 (2022)                         | 9,7                | modifier les données · modifier les données |
| Baudrecourt                      | 52039      | 52110       | Saint-Dizier   | Joinville                                    | CC du Bassin de Joinville en Champagne     | 8,78             | 85 (2022)                         | 9,7                | modifier les données · modifier les données |
| Bay-sur-Aube                     | 52040      | 52160       | Langres        | Villegusien-le-Lac                           | CC d'Auberive Vingeanne et Montsaugeonnais | 9,75             | 46 (2022)                         | 4,7                | modifier les données · modifier les données |
| Bayard-sur-Marne                 | 52265      | 52170       | Saint-Dizier   | Eurville-Bienville                           | CA Saint-Dizier, Der et Blaise             | 15,39            | 1 269 (2022)                      | 82                 | modifier les données · modifier les données |
| Beauchemin                       | 52042      | 52260       | Langres        | Langres                                      | CC du Grand Langres                        | 11,92            | 111 (2022)                        | 9,3                | modifier les données · modifier les données |
| Belmont                          | 52043      | 52500       | Langres        | Chalindrey                                   | CC des Savoir-Faire                        | 7,47             | 48 (2022)                         | 6,4                | modifier les données · modifier les données |
| Bettancourt-la-Ferrée            | 52045      | 52100       | Saint-Dizier   | Saint-Dizier-3                               | CA Saint-Dizier, Der et Blaise             | 5,38             | 1 797 (2022)                      | 334                | modifier les données · modifier les données |
| Beurville                        | 52047      | 52110       | Saint-Dizier   | Joinville                                    | CC du Bassin de Joinville en Champagne     | 22,92            | 102 (2022)                        | 4,5                | modifier les données · modifier les données |
| Biesles                          | 52050      | 52340       | Chaumont       | Nogent                                       | CA de Chaumont                             | 23,84            | 1 334 (2022)                      | 56                 | modifier les données · modifier les données |
| Bize                             | 52051      | 52500       | Langres        | Chalindrey                                   | CC des Savoir-Faire                        | 2,09             | 80 (2022)                         | 38                 | modifier les données · modifier les données |
| Blaisy                           | 52053      | 52330       | Chaumont       | Châteauvillain                               | CA de Chaumont                             | 5,62             | 67 (2022)                         | 12                 | modifier les données · modifier les données |
| Blécourt                         | 52055      | 52300       | Saint-Dizier   | Joinville                                    | CC du Bassin de Joinville en Champagne     | 7,25             | 115 (2022)                        | 16                 | modifier les données · modifier les données |
| Blessonville                     | 52056      | 52120       | Chaumont       | Châteauvillain                               | CC des Trois Forêts                        | 9,76             | 176 (2022)                        | 18                 | modifier les données · modifier les données |
| Blumeray                         | 52057      | 52110       | Saint-Dizier   | Joinville                                    | CC du Bassin de Joinville en Champagne     | 14,68            | 100 (2022)                        | 6,8                | modifier les données · modifier les données |
| Bologne                          | 52058      | 52310       | Chaumont       | Bologne                                      | CA de Chaumont                             | 31,26            | 1 836 (2022)                      | 59                 | modifier les données · modifier les données |
| Bonnecourt                       | 52059      | 52360       | Langres        | Nogent                                       | CC du Grand Langres                        | 10,88            | 131 (2022)                        | 12                 | modifier les données · modifier les données |
| Bourbonne-les-Bains              | 52060      | 52400       | Langres        | Bourbonne-les-Bains                          | CC des Savoir-Faire                        | 64,93            | 1 969 (2022)                      | 30                 | modifier les données · modifier les données |
| Bourdons-sur-Rognon              | 52061      | 52700       | Chaumont       | Bologne                                      | CC Meuse Rognon                            | 39,45            | 293 (2022)                        | 7,4                | modifier les données · modifier les données |
| Bourg                            | 52062      | 52200       | Langres        | Villegusien-le-Lac                           | CC du Grand Langres                        | 7,23             | 169 (2022)                        | 23                 | modifier les données · modifier les données |
| Bourg-Sainte-Marie               | 52063      | 52150       | Chaumont       | Poissons                                     | CC Meuse Rognon                            | 9,19             | 85 (2022)                         | 9,2                | modifier les données · modifier les données |
| Bourmont-entre-Meuse-et-Mouzon   | 52064      | 52150       | Chaumont       | Poissons                                     | CC Meuse Rognon                            | 42,55            | 751 (2022)                        | 18                 | modifier les données · modifier les données |
| Bouzancourt                      | 52065      | 52110       | Saint-Dizier   | Joinville                                    | CC du Bassin de Joinville en Champagne     | 11,75            | 71 (2022)                         | 6,0                | modifier les données · modifier les données |
| Brachay                          | 52066      | 52110       | Saint-Dizier   | Joinville                                    | CC du Bassin de Joinville en Champagne     | 7,40             | 62 (2022)                         | 8,4                | modifier les données · modifier les données |
| Brainville-sur-Meuse             | 52067      | 52150       | Chaumont       | Poissons                                     | CC Meuse Rognon                            | 5,93             | 69 (2022)                         | 12                 | modifier les données · modifier les données |
| Braux-le-Châtel                  | 52069      | 52120       | Chaumont       | Châteauvillain                               | CC des Trois Forêts                        | 10,62            | 126 (2022)                        | 12                 | modifier les données · modifier les données |
| Brennes                          | 52070      | 52200       | Langres        | Villegusien-le-Lac                           | CC d'Auberive Vingeanne et Montsaugeonnais | 9,88             | 124 (2022)                        | 13                 | modifier les données · modifier les données |
| Brethenay                        | 52072      | 52000       | Chaumont       | Chaumont-1                                   | CA de Chaumont                             | 8,84             | 391 (2022)                        | 44                 | modifier les données · modifier les données |
| Breuvannes-en-Bassigny           | 52074      | 52240       | Chaumont       | Poissons                                     | CC Meuse Rognon                            | 48,55            | 652 (2022)                        | 13                 | modifier les données · modifier les données |
| Briaucourt                       | 52075      | 52700       | Chaumont       | Bologne                                      | CA de Chaumont                             | 9,47             | 170 (2022)                        | 18                 | modifier les données · modifier les données |
| Bricon                           | 52076      | 52120       | Chaumont       | Châteauvillain                               | CC des Trois Forêts                        | 9,51             | 413 (2022)                        | 43                 | modifier les données · modifier les données |
| Brousseval                       | 52079      | 52130       | Saint-Dizier   | Wassy                                        | CA Saint-Dizier, Der et Blaise             | 6,01             | 625 (2022)                        | 104                | modifier les données · modifier les données |
| Bugnières                        | 52082      | 52210       | Chaumont       | Châteauvillain                               | CC des Trois Forêts                        | 18,29            | 157 (2022)                        | 8,6                | modifier les données · modifier les données |
| Busson                           | 52084      | 52700       | Chaumont       | Poissons                                     | CC du Bassin de Joinville en Champagne     | 9,88             | 46 (2022)                         | 4,7                | modifier les données · modifier les données |
| Buxières-lès-Clefmont            | 52085      | 52240       | Chaumont       | Bourbonne-les-Bains                          | CC du Grand Langres                        | 5,92             | 26 (2022)                         | 4,4                | modifier les données · modifier les données |
| Buxières-lès-Villiers            | 52087      | 52000       | Chaumont       | Chaumont-2                                   | CA de Chaumont                             | 4,97             | 219 (2022)                        | 44                 | modifier les données · modifier les données |
| Ceffonds                         | 52088      | 52220       | Saint-Dizier   | Wassy                                        | CA Saint-Dizier, Der et Blaise             | 36,52            | 658 (2022)                        | 18                 | modifier les données · modifier les données |
| Celles-en-Bassigny               | 52089      | 52360       | Langres        | Bourbonne-les-Bains                          | CC du Grand Langres                        | 8,92             | 72 (2022)                         | 8,1                | modifier les données · modifier les données |
| Celsoy                           | 52090      | 52600       | Langres        | Chalindrey                                   | CC des Savoir-Faire                        | 5,42             | 92 (2022)                         | 17                 | modifier les données · modifier les données |
| Cerisières                       | 52091      | 52320       | Saint-Dizier   | Bologne                                      | CA de Chaumont                             | 10,02            | 85 (2022)                         | 8,5                | modifier les données · modifier les données |
| Chalancey                        | 52092      | 52160       | Langres        | Villegusien-le-Lac                           | CC d'Auberive Vingeanne et Montsaugeonnais | 13,49            | 116 (2022)                        | 8,6                | modifier les données · modifier les données |
| Chalindrey                       | 52093      | 52600       | Langres        | Chalindrey                                   | CC des Savoir-Faire                        | 20,05            | 2 347 (2022)                      | 117                | modifier les données · modifier les données |
| Chalvraines                      | 52095      | 52700       | Chaumont       | Poissons                                     | CC Meuse Rognon                            | 26,35            | 196 (2022)                        | 7,4                | modifier les données · modifier les données |
| Chamarandes-Choignes             | 52125      | 52000       | Chaumont       | Chaumont-2                                   | CA de Chaumont                             | 18,80            | 1 034 (2022)                      | 55                 | modifier les données · modifier les données |
| Chambroncourt                    | 52097      | 52700       | Chaumont       | Poissons                                     | CC du Bassin de Joinville en Champagne     | 10,18            | 48 (2022)                         | 4,7                | modifier les données · modifier les données |
| Chamouilley                      | 52099      | 52410       | Saint-Dizier   | Eurville-Bienville                           | CA Saint-Dizier, Der et Blaise             | 7,81             | 725 (2022)                        | 93                 | modifier les données · modifier les données |
| Champigneulles-en-Bassigny       | 52101      | 52150       | Chaumont       | Poissons                                     | CC Meuse Rognon                            | 6,82             | 39 (2022)                         | 5,7                | modifier les données · modifier les données |
| Champigny-lès-Langres            | 52102      | 52200       | Langres        | Langres                                      | CC du Grand Langres                        | 6,35             | 406 (2022)                        | 64                 | modifier les données · modifier les données |
| Champigny-sous-Varennes          | 52103      | 52400       | Langres        | Chalindrey                                   | CC des Savoir-Faire                        | 5,84             | 132 (2022)                        | 23                 | modifier les données · modifier les données |
| Champsevraine                    | 52083      | 52500       | Langres        | Chalindrey                                   | CC des Savoir-Faire                        | 40,77            | 721 (2022)                        | 18                 | modifier les données · modifier les données |
| Chancenay                        | 52104      | 52100       | Saint-Dizier   | Saint-Dizier-3                               | CA Saint-Dizier, Der et Blaise             | 9,86             | 1 013 (2022)                      | 103                | modifier les données · modifier les données |
| Changey                          | 52105      | 52360       | Langres        | Nogent                                       | CC du Grand Langres                        | 6,67             | 290 (2022)                        | 43                 | modifier les données · modifier les données |
| Chanoy                           | 52106      | 52260       | Langres        | Langres                                      | CC du Grand Langres                        | 2,10             | 128 (2022)                        | 61                 | modifier les données · modifier les données |
| Chantraines                      | 52107      | 52700       | Chaumont       | Bologne                                      | CC Meuse Rognon                            | 10,42            | 201 (2022)                        | 19                 | modifier les données · modifier les données |
| Charmes                          | 52108      | 52360       | Langres        | Nogent                                       | CC du Grand Langres                        | 6,04             | 149 (2022)                        | 25                 | modifier les données · modifier les données |
| Charmes-en-l'Angle               | 52109      | 52110       | Saint-Dizier   | Joinville                                    | CC du Bassin de Joinville en Champagne     | 7,36             | 6 (2022)                          | 0,82               | modifier les données · modifier les données |
| Charmes-la-Grande                | 52110      | 52110       | Saint-Dizier   | Joinville                                    | CC du Bassin de Joinville en Champagne     | 11,43            | 160 (2022)                        | 14                 | modifier les données · modifier les données |
| Chassigny                        | 52113      | 52190       | Langres        | Villegusien-le-Lac                           | CC d'Auberive Vingeanne et Montsaugeonnais | 15,89            | 246 (2022)                        | 15                 | modifier les données · modifier les données |
| Châteauvillain                   | 52114      | 52120       | Chaumont       | Châteauvillain                               | CC des Trois Forêts                        | 106,37           | 1 512 (2022)                      | 14                 | modifier les données · modifier les données |
| Le Châtelet-sur-Meuse            | 52400      | 52400       | Langres        | Bourbonne-les-Bains                          | CC des Savoir-Faire                        | 21,31            | 156 (2022)                        | 7,3                | modifier les données · modifier les données |
| Chatenay-Mâcheron                | 52115      | 52200       | Langres        | Langres                                      | CC du Grand Langres                        | 6,10             | 96 (2022)                         | 16                 | modifier les données · modifier les données |
| Chatenay-Vaudin                  | 52116      | 52360       | Langres        | Langres                                      | CC du Grand Langres                        | 3,72             | 46 (2022)                         | 12                 | modifier les données · modifier les données |
| Chatonrupt-Sommermont            | 52118      | 52300       | Saint-Dizier   | Joinville                                    | CC du Bassin de Joinville en Champagne     | 16,66            | 266 (2022)                        | 16                 | modifier les données · modifier les données |
| Chaudenay                        | 52119      | 52600       | Langres        | Chalindrey                                   | CC des Savoir-Faire                        | 4,60             | 340 (2022)                        | 74                 | modifier les données · modifier les données |
| Chauffourt                       | 52120      | 52140       | Langres        | Bourbonne-les-Bains                          | CC du Grand Langres                        | 9,63             | 181 (2022)                        | 19                 | modifier les données · modifier les données |
| Chaumont-la-Ville                | 52122      | 52150       | Chaumont       | Poissons                                     | CC Meuse Rognon                            | 11,22            | 114 (2022)                        | 10                 | modifier les données · modifier les données |
| Chevillon                        | 52123      | 52170       | Saint-Dizier   | Eurville-Bienville                           | CA Saint-Dizier, Der et Blaise             | 36,90            | 1 277 (2022)                      | 35                 | modifier les données · modifier les données |
| Chézeaux                         | 52124      | 52400       | Langres        | Chalindrey                                   | CC des Savoir-Faire                        | 10,73            | 78 (2022)                         | 7,3                | modifier les données · modifier les données |
| Choilley-Dardenay                | 52126      | 52190       | Langres        | Villegusien-le-Lac                           | CC d'Auberive Vingeanne et Montsaugeonnais | 17,56            | 158 (2022)                        | 9,0                | modifier les données · modifier les données |
| Choiseul                         | 52127      | 52240       | Chaumont       | Bourbonne-les-Bains                          | CC du Grand Langres                        | 8,63             | 78 (2022)                         | 9,0                | modifier les données · modifier les données |
| Cirey-lès-Mareilles              | 52128      | 52700       | Chaumont       | Bologne                                      | CC Meuse Rognon                            | 14,59            | 152 (2022)                        | 10                 | modifier les données · modifier les données |
| Cirey-sur-Blaise                 | 52129      | 52110       | Saint-Dizier   | Joinville                                    | CC du Bassin de Joinville en Champagne     | 16,44            | 109 (2022)                        | 6,6                | modifier les données · modifier les données |
| Cirfontaines-en-Azois            | 52130      | 52370       | Chaumont       | Châteauvillain                               | CC des Trois Forêts                        | 11,61            | 183 (2022)                        | 16                 | modifier les données · modifier les données |
| Cirfontaines-en-Ornois           | 52131      | 52230       | Saint-Dizier   | Poissons                                     | CC du Bassin de Joinville en Champagne     | 13,95            | 88 (2022)                         | 6,3                | modifier les données · modifier les données |
| Clefmont                         | 52132      | 52240       | Chaumont       | Bourbonne-les-Bains                          | CC du Grand Langres                        | 19,33            | 155 (2022)                        | 8,0                | modifier les données · modifier les données |
| Clinchamp                        | 52133      | 52700       | Chaumont       | Poissons                                     | CC Meuse Rognon                            | 16,07            | 71 (2022)                         | 4,4                | modifier les données · modifier les données |
| Cohons                           | 52134      | 52600       | Langres        | Villegusien-le-Lac                           | CC d'Auberive Vingeanne et Montsaugeonnais | 12,55            | 208 (2022)                        | 17                 | modifier les données · modifier les données |
| Coiffy-le-Bas                    | 52135      | 52400       | Langres        | Chalindrey                                   | CC des Savoir-Faire                        | 11,32            | 85 (2022)                         | 7,5                | modifier les données · modifier les données |
| Coiffy-le-Haut                   | 52136      | 52400       | Langres        | Bourbonne-les-Bains                          | CC des Savoir-Faire                        | 9,65             | 105 (2022)                        | 11                 | modifier les données · modifier les données |
| Colmier-le-Bas                   | 52137      | 52160       | Langres        | Villegusien-le-Lac                           | CC d'Auberive Vingeanne et Montsaugeonnais | 5,95             | 22 (2022)                         | 3,7                | modifier les données · modifier les données |
| Colmier-le-Haut                  | 52138      | 52160       | Langres        | Villegusien-le-Lac                           | CC d'Auberive Vingeanne et Montsaugeonnais | 19,35            | 62 (2022)                         | 3,2                | modifier les données · modifier les données |
| Colombey les Deux Églises        | 52140      | 52330       | Chaumont       | Châteauvillain                               | CA de Chaumont                             | 83,84            | 666 (2022)                        | 7,9                | modifier les données · modifier les données |
| Condes                           | 52141      | 52000       | Chaumont       | Chaumont-1                                   | CA de Chaumont                             | 5,08             | 293 (2022)                        | 58                 | modifier les données · modifier les données |
| Consigny                         | 52142      | 52700       | Chaumont       | Bologne                                      | CC Meuse Rognon                            | 10,95            | 77 (2022)                         | 7,0                | modifier les données · modifier les données |
| Coublanc                         | 52145      | 52500       | Langres        | Villegusien-le-Lac                           | CC d'Auberive Vingeanne et Montsaugeonnais | 19,19            | 119 (2022)                        | 6,2                | modifier les données · modifier les données |
| Coupray                          | 52146      | 52210       | Chaumont       | Châteauvillain                               | CC des Trois Forêts                        | 12,10            | 169 (2022)                        | 14                 | modifier les données · modifier les données |
| Cour-l'Évêque                    | 52151      | 52210       | Chaumont       | Châteauvillain                               | CC des Trois Forêts                        | 18,95            | 148 (2022)                        | 7,8                | modifier les données · modifier les données |
| Courcelles-en-Montagne           | 52147      | 52200       | Langres        | Villegusien-le-Lac                           | CC du Grand Langres                        | 15,16            | 93 (2022)                         | 6,1                | modifier les données · modifier les données |
| Courcelles-sur-Blaise            | 52149      | 52110       | Saint-Dizier   | Joinville                                    | CC du Bassin de Joinville en Champagne     | 5,67             | 87 (2022)                         | 15                 | modifier les données · modifier les données |
| Culmont                          | 52155      | 52600       | Langres        | Chalindrey                                   | CC des Savoir-Faire                        | 8,29             | 527 (2022)                        | 64                 | modifier les données · modifier les données |
| Curel                            | 52156      | 52300       | Saint-Dizier   | Eurville-Bienville                           | CA Saint-Dizier, Der et Blaise             | 7,63             | 407 (2022)                        | 53                 | modifier les données · modifier les données |
| Curmont                          | 52157      | 52330       | Chaumont       | Châteauvillain                               | CA de Chaumont                             | 2,94             | 12 (2022)                         | 4,1                | modifier les données · modifier les données |
| Cusey                            | 52158      | 52190       | Langres        | Villegusien-le-Lac                           | CC d'Auberive Vingeanne et Montsaugeonnais | 23,22            | 286 (2022)                        | 12                 | modifier les données · modifier les données |
| Cuves                            | 52159      | 52240       | Chaumont       | Nogent                                       | CA de Chaumont                             | 5,40             | 25 (2022)                         | 4,6                | modifier les données · modifier les données |
| Daillancourt                     | 52160      | 52110       | Chaumont       | Bologne                                      | CA de Chaumont                             | 7,91             | 61 (2022)                         | 7,7                | modifier les données · modifier les données |
| Daillecourt                      | 52161      | 52240       | Chaumont       | Bourbonne-les-Bains                          | CC du Grand Langres                        | 7,37             | 72 (2022)                         | 9,8                | modifier les données · modifier les données |
| Dammartin-sur-Meuse              | 52162      | 52140       | Langres        | Bourbonne-les-Bains                          | CC du Grand Langres                        | 15,58            | 203 (2022)                        | 13                 | modifier les données · modifier les données |
| Dampierre                        | 52163      | 52360       | Langres        | Nogent                                       | CC du Grand Langres                        | 16,39            | 385 (2022)                        | 23                 | modifier les données · modifier les données |
| Damrémont                        | 52164      | 52400       | Langres        | Bourbonne-les-Bains                          | CC des Savoir-Faire                        | 4,84             | 198 (2022)                        | 41                 | modifier les données · modifier les données |
| Dancevoir                        | 52165      | 52210       | Chaumont       | Châteauvillain                               | CC des Trois Forêts                        | 25,58            | 197 (2022)                        | 7,7                | modifier les données · modifier les données |
| Darmannes                        | 52167      | 52700       | Chaumont       | Bologne                                      | CC Meuse Rognon                            | 18,15            | 243 (2022)                        | 13                 | modifier les données · modifier les données |
| Dinteville                       | 52168      | 52120       | Chaumont       | Châteauvillain                               | CC des Trois Forêts                        | 15,46            | 66 (2022)                         | 4,3                | modifier les données · modifier les données |
| Domblain                         | 52169      | 52130       | Saint-Dizier   | Eurville-Bienville                           | CA Saint-Dizier, Der et Blaise             | 5,33             | 83 (2022)                         | 16                 | modifier les données · modifier les données |
| Dommarien                        | 52170      | 52190       | Langres        | Villegusien-le-Lac                           | CC d'Auberive Vingeanne et Montsaugeonnais | 17,75            | 176 (2022)                        | 9,9                | modifier les données · modifier les données |
| Dommartin-le-Franc               | 52171      | 52110       | Saint-Dizier   | Wassy                                        | CA Saint-Dizier, Der et Blaise             | 10,03            | 243 (2022)                        | 24                 | modifier les données · modifier les données |
| Dommartin-le-Saint-Père          | 52172      | 52110       | Saint-Dizier   | Joinville                                    | CC du Bassin de Joinville en Champagne     | 14,88            | 273 (2022)                        | 18                 | modifier les données · modifier les données |
| Domremy-Landéville               | 52173      | 52270       | Saint-Dizier   | Bologne                                      | CC Meuse Rognon                            | 18,64            | 75 (2022)                         | 4,0                | modifier les données · modifier les données |
| Doncourt-sur-Meuse               | 52174      | 52150       | Chaumont       | Poissons                                     | CC Meuse Rognon                            | 5,93             | 39 (2022)                         | 6,6                | modifier les données · modifier les données |
| Donjeux                          | 52175      | 52300       | Saint-Dizier   | Joinville                                    | CC du Bassin de Joinville en Champagne     | 12,84            | 381 (2022)                        | 30                 | modifier les données · modifier les données |
| Doulaincourt-Saucourt            | 52177      | 52270       | Saint-Dizier   | Bologne                                      | CC Meuse Rognon                            | 43,86            | 753 (2022)                        | 17                 | modifier les données · modifier les données |
| Doulevant-le-Château             | 52178      | 52110       | Saint-Dizier   | Joinville                                    | CC du Bassin de Joinville en Champagne     | 22,14            | 367 (2022)                        | 17                 | modifier les données · modifier les données |
| Doulevant-le-Petit               | 52179      | 52130       | Saint-Dizier   | Wassy                                        | CA Saint-Dizier, Der et Blaise             | 3,03             | 16 (2022)                         | 5,3                | modifier les données · modifier les données |
| Échenay                          | 52181      | 52230       | Saint-Dizier   | Poissons                                     | CC du Bassin de Joinville en Champagne     | 9,44             | 94 (2022)                         | 10,0               | modifier les données · modifier les données |
| Éclaron-Braucourt-Sainte-Livière | 52182      | 52290       | Saint-Dizier   | Saint-Dizier-1                               | CA Saint-Dizier, Der et Blaise             | 54,24            | 2 011 (2022)                      | 37                 | modifier les données · modifier les données |
| Ecot-la-Combe                    | 52183      | 52700       | Chaumont       | Bologne                                      | CC Meuse Rognon                            | 20,93            | 39 (2022)                         | 1,9                | modifier les données · modifier les données |
| Effincourt                       | 52184      | 52300       | Saint-Dizier   | Poissons                                     | CC du Bassin de Joinville en Champagne     | 12,31            | 56 (2022)                         | 4,5                | modifier les données · modifier les données |
| Enfonvelle                       | 52185      | 52400       | Langres        | Bourbonne-les-Bains                          | CC des Savoir-Faire                        | 12,40            | 71 (2022)                         | 5,7                | modifier les données · modifier les données |
| Épizon                           | 52187      | 52230 52270 | Saint-Dizier   | Poissons                                     | CC du Bassin de Joinville en Champagne     | 37,53            | 156 (2022)                        | 4,2                | modifier les données · modifier les données |
| Esnouveaux                       | 52190      | 52340       | Chaumont       | Nogent                                       | CA de Chaumont                             | 16,87            | 303 (2022)                        | 18                 | modifier les données · modifier les données |
| Euffigneix                       | 52193      | 52000       | Chaumont       | Chaumont-1                                   | CA de Chaumont                             | 9,00             | 299 (2022)                        | 33                 | modifier les données · modifier les données |
| Eurville-Bienville               | 52194      | 52410       | Saint-Dizier   | Eurville-Bienville                           | CA Saint-Dizier, Der et Blaise             | 20,73            | 2 001 (2022)                      | 97                 | modifier les données · modifier les données |
| Farincourt                       | 52195      | 52500       | Langres        | Chalindrey                                   | CC des Savoir-Faire                        | 5,08             | 35 (2022)                         | 6,9                | modifier les données · modifier les données |
| Faverolles                       | 52196      | 52260       | Langres        | Langres                                      | CC du Grand Langres                        | 17,28            | 96 (2022)                         | 5,6                | modifier les données · modifier les données |
| Fayl-Billot                      | 52197      | 52500       | Langres        | Chalindrey                                   | CC des Savoir-Faire                        | 42,90            | 1 290 (2022)                      | 30                 | modifier les données · modifier les données |
| Fays                             | 52198      | 52130       | Saint-Dizier   | Eurville-Bienville                           | CA Saint-Dizier, Der et Blaise             | 5,98             | 62 (2022)                         | 10                 | modifier les données · modifier les données |
| Ferrière-et-Lafolie              | 52199      | 52300       | Saint-Dizier   | Joinville                                    | CC du Bassin de Joinville en Champagne     | 7,93             | 51 (2022)                         | 6,4                | modifier les données · modifier les données |
| Flagey                           | 52200      | 52250       | Langres        | Villegusien-le-Lac                           | CC d'Auberive Vingeanne et Montsaugeonnais | 8,32             | 70 (2022)                         | 8,4                | modifier les données · modifier les données |
| Flammerécourt                    | 52201      | 52110       | Saint-Dizier   | Joinville                                    | CC du Bassin de Joinville en Champagne     | 10,52            | 71 (2022)                         | 6,7                | modifier les données · modifier les données |
| Fontaines-sur-Marne              | 52203      | 52170       | Saint-Dizier   | Eurville-Bienville                           | CA Saint-Dizier, Der et Blaise             | 6,47             | 146 (2022)                        | 23                 | modifier les données · modifier les données |
| Forcey                           | 52204      | 52700       | Chaumont       | Nogent                                       | CA de Chaumont                             | 5,28             | 60 (2022)                         | 11                 | modifier les données · modifier les données |
| Foulain                          | 52205      | 52000 52800 | Chaumont       | Chaumont-3                                   | CA de Chaumont                             | 26,28            | 681 (2022)                        | 26                 | modifier les données · modifier les données |
| Frampas                          | 52206      | 52220       | Saint-Dizier   | Wassy                                        | CA Saint-Dizier, Der et Blaise             | 10,22            | 155 (2022)                        | 15                 | modifier les données · modifier les données |
| Frécourt                         | 52207      | 52360       | Langres        | Bourbonne-les-Bains                          | CC du Grand Langres                        | 6,22             | 88 (2022)                         | 14                 | modifier les données · modifier les données |
| Fresnes-sur-Apance               | 52208      | 52400       | Langres        | Bourbonne-les-Bains                          | CC des Savoir-Faire                        | 16,47            | 161 (2022)                        | 9,8                | modifier les données · modifier les données |
| Froncles                         | 52211      | 52320       | Chaumont       | Bologne                                      | CA de Chaumont                             | 20,05            | 1 375 (2022)                      | 69                 | modifier les données · modifier les données |
| Fronville                        | 52212      | 52300       | Saint-Dizier   | Joinville                                    | CC du Bassin de Joinville en Champagne     | 11,08            | 300 (2022)                        | 27                 | modifier les données · modifier les données |
| Genevrières                      | 52213      | 52500       | Langres        | Chalindrey                                   | CC des Savoir-Faire                        | 12,95            | 124 (2022)                        | 9,6                | modifier les données · modifier les données |
| La Genevroye                     | 52214      | 52320       | Chaumont       | Bologne                                      | CA de Chaumont                             | 2,83             | 29 (2022)                         | 10                 | modifier les données · modifier les données |
| Germaines                        | 52216      | 52160       | Langres        | Villegusien-le-Lac                           | CC d'Auberive Vingeanne et Montsaugeonnais | 8,69             | 50 (2022)                         | 5,8                | modifier les données · modifier les données |
| Germainvilliers                  | 52217      | 52150       | Chaumont       | Poissons                                     | CC Meuse Rognon                            | 6,60             | 84 (2022)                         | 13                 | modifier les données · modifier les données |
| Germay                           | 52218      | 52230       | Saint-Dizier   | Poissons                                     | CC du Bassin de Joinville en Champagne     | 11,96            | 49 (2022)                         | 4,1                | modifier les données · modifier les données |
| Germisay                         | 52219      | 52230       | Saint-Dizier   | Poissons                                     | CC du Bassin de Joinville en Champagne     | 6,73             | 17 (2022)                         | 2,5                | modifier les données · modifier les données |
| Giey-sur-Aujon                   | 52220      | 52210       | Chaumont       | Châteauvillain                               | CC des Trois Forêts                        | 30,42            | 145 (2022)                        | 4,8                | modifier les données · modifier les données |
| Gillancourt                      | 52221      | 52330       | Chaumont       | Châteauvillain                               | CA de Chaumont                             | 15,09            | 126 (2022)                        | 8,3                | modifier les données · modifier les données |
| Gillaumé                         | 52222      | 52230       | Saint-Dizier   | Poissons                                     | CC du Bassin de Joinville en Champagne     | 5,21             | 31 (2022)                         | 6,0                | modifier les données · modifier les données |
| Gilley                           | 52223      | 52500       | Langres        | Chalindrey                                   | CC des Savoir-Faire                        | 10,58            | 67 (2022)                         | 6,3                | modifier les données · modifier les données |
| Graffigny-Chemin                 | 52227      | 52150       | Chaumont       | Poissons                                     | CC Meuse Rognon                            | 17,27            | 198 (2022)                        | 11                 | modifier les données · modifier les données |
| Grandchamp                       | 52228      | 52600       | Langres        | Chalindrey                                   | CC d'Auberive Vingeanne et Montsaugeonnais | 4,78             | 69 (2022)                         | 14                 | modifier les données · modifier les données |
| Grenant                          | 52229      | 52500       | Langres        | Chalindrey                                   | CC des Savoir-Faire                        | 12,94            | 150 (2022)                        | 12                 | modifier les données · modifier les données |
| Gudmont-Villiers                 | 52230      | 52320       | Saint-Dizier   | Joinville                                    | CC du Bassin de Joinville en Champagne     | 16,77            | 279 (2022)                        | 17                 | modifier les données · modifier les données |
| Guindrecourt-aux-Ormes           | 52231      | 52300       | Saint-Dizier   | Joinville                                    | CC du Bassin de Joinville en Champagne     | 9,07             | 94 (2022)                         | 10                 | modifier les données · modifier les données |
| Guindrecourt-sur-Blaise          | 52232      | 52330       | Chaumont       | Bologne                                      | CA de Chaumont                             | 5,52             | 55 (2022)                         | 10,0               | modifier les données · modifier les données |
| Guyonvelle                       | 52233      | 52400       | Langres        | Chalindrey                                   | CC des Savoir-Faire                        | 5,34             | 90 (2022)                         | 17                 | modifier les données · modifier les données |
| Hâcourt                          | 52234      | 52150       | Chaumont       | Poissons                                     | CC Meuse Rognon                            | 2,94             | 41 (2022)                         | 14                 | modifier les données · modifier les données |
| Hallignicourt                    | 52235      | 52100       | Saint-Dizier   | Saint-Dizier-1                               | CA Saint-Dizier, Der et Blaise             | 11,86            | 241 (2022)                        | 20                 | modifier les données · modifier les données |
| Harréville-les-Chanteurs         | 52237      | 52150       | Chaumont       | Poissons                                     | CC Meuse Rognon                            | 15,76            | 267 (2022)                        | 17                 | modifier les données · modifier les données |
| Haute-Amance                     | 52242      | 52600       | Langres        | Chalindrey                                   | CC des Savoir-Faire                        | 46,33            | 959 (2022)                        | 21                 | modifier les données · modifier les données |
| Heuilley-le-Grand                | 52240      | 52600       | Langres        | Chalindrey                                   | CC des Savoir-Faire                        | 12,22            | 190 (2022)                        | 16                 | modifier les données · modifier les données |
| Huilliécourt                     | 52243      | 52150       | Chaumont       | Poissons                                     | CC Meuse Rognon                            | 8,87             | 115 (2022)                        | 13                 | modifier les données · modifier les données |
| Humbécourt                       | 52244      | 52290       | Saint-Dizier   | Saint-Dizier-1                               | CA Saint-Dizier, Der et Blaise             | 20,84            | 755 (2022)                        | 36                 | modifier les données · modifier les données |
| Humberville                      | 52245      | 52700       | Chaumont       | Poissons                                     | CC Meuse Rognon                            | 6,44             | 58 (2022)                         | 9,0                | modifier les données · modifier les données |
| Humes-Jorquenay                  | 52246      | 52200       | Langres        | Langres                                      | CC du Grand Langres                        | 15,64            | 592 (2022)                        | 38                 | modifier les données · modifier les données |
| Illoud                           | 52247      | 52150       | Chaumont       | Poissons                                     | CC Meuse Rognon                            | 13,85            | 199 (2022)                        | 14                 | modifier les données · modifier les données |
| Is-en-Bassigny                   | 52248      | 52140       | Chaumont       | Bourbonne-les-Bains                          | CC du Grand Langres                        | 19,37            | 538 (2022)                        | 28                 | modifier les données · modifier les données |
| Isômes                           | 52249      | 52190       | Langres        | Villegusien-le-Lac                           | CC d'Auberive Vingeanne et Montsaugeonnais | 10,63            | 147 (2022)                        | 14                 | modifier les données · modifier les données |
| Joinville                        | 52250      | 52300       | Saint-Dizier   | Joinville                                    | CC du Bassin de Joinville en Champagne     | 18,94            | 2 944 (2022)                      | 155                | modifier les données · modifier les données |
| Jonchery                         | 52251      | 52000       | Chaumont       | Chaumont-1                                   | CA de Chaumont                             | 28,98            | 960 (2022)                        | 33                 | modifier les données · modifier les données |
| Juzennecourt                     | 52253      | 52330       | Chaumont       | Châteauvillain                               | CA de Chaumont                             | 11,87            | 199 (2022)                        | 17                 | modifier les données · modifier les données |
| Lachapelle-en-Blaisy             | 52254      | 52330       | Chaumont       | Châteauvillain                               | CA de Chaumont                             | 16,53            | 84 (2022)                         | 5,1                | modifier les données · modifier les données |
| Lafauche                         | 52256      | 52700       | Chaumont       | Poissons                                     | CC Meuse Rognon                            | 5,16             | 74 (2022)                         | 14                 | modifier les données · modifier les données |
| Laferté-sur-Amance               | 52257      | 52500       | Langres        | Chalindrey                                   | CC des Savoir-Faire                        | 7,97             | 108 (2022)                        | 14                 | modifier les données · modifier les données |
| Laferté-sur-Aube                 | 52258      | 52120       | Chaumont       | Châteauvillain                               | CC des Trois Forêts                        | 32,54            | 310 (2022)                        | 9,5                | modifier les données · modifier les données |
| Lamancine                        | 52260      | 52310       | Chaumont       | Bologne                                      | CA de Chaumont                             | 4,48             | 124 (2022)                        | 28                 | modifier les données · modifier les données |
| Laneuvelle                       | 52264      | 52400       | Langres        | Bourbonne-les-Bains                          | CC des Savoir-Faire                        | 11,03            | 64 (2022)                         | 5,8                | modifier les données · modifier les données |
| Laneuville-à-Rémy                | 52266      | 52220       | Saint-Dizier   | Wassy                                        | CA Saint-Dizier, Der et Blaise             | 5,96             | 66 (2022)                         | 11                 | modifier les données · modifier les données |
| Laneuville-au-Pont               | 52267      | 52100       | Saint-Dizier   | Saint-Dizier-1                               | CA Saint-Dizier, Der et Blaise             | 4,09             | 233 (2022)                        | 57                 | modifier les données · modifier les données |
| Langres                          | 52269      | 52200       | Langres        | Langres                                      | CC du Grand Langres                        | 22,33            | 7 683 (2022)                      | 344                | modifier les données · modifier les données |
| Lanques-sur-Rognon               | 52271      | 52800       | Chaumont       | Nogent                                       | CA de Chaumont                             | 13,12            | 212 (2022)                        | 16                 | modifier les données · modifier les données |
| Lanty-sur-Aube                   | 52272      | 52120       | Chaumont       | Châteauvillain                               | CC des Trois Forêts                        | 22,42            | 114 (2022)                        | 5,1                | modifier les données · modifier les données |
| Larivière-Arnoncourt             | 52273      | 52400       | Langres        | Bourbonne-les-Bains                          | CC des Savoir-Faire                        | 20,32            | 122 (2022)                        | 6,0                | modifier les données · modifier les données |
| Latrecey-Ormoy-sur-Aube          | 52274      | 52120       | Chaumont       | Châteauvillain                               | CC des Trois Forêts                        | 46,27            | 275 (2022)                        | 5,9                | modifier les données · modifier les données |
| Lavernoy                         | 52275      | 52140       | Langres        | Bourbonne-les-Bains                          | CC du Grand Langres                        | 4,50             | 75 (2022)                         | 17                 | modifier les données · modifier les données |
| Laville-aux-Bois                 | 52276      | 52000       | Chaumont       | Chaumont-2                                   | CA de Chaumont                             | 13,44            | 238 (2022)                        | 18                 | modifier les données · modifier les données |
| Lavilleneuve                     | 52277      | 52140       | Langres        | Bourbonne-les-Bains                          | CC du Grand Langres                        | 5,15             | 57 (2022)                         | 11                 | modifier les données · modifier les données |
| Lavilleneuve-au-Roi              | 52278      | 52330       | Chaumont       | Châteauvillain                               | CC des Trois Forêts                        | 10,44            | 68 (2022)                         | 6,5                | modifier les données · modifier les données |
| Lecey                            | 52280      | 52360       | Langres        | Langres                                      | CC du Grand Langres                        | 7,85             | 193 (2022)                        | 25                 | modifier les données · modifier les données |
| Leffonds                         | 52282      | 52210       | Chaumont       | Châteauvillain                               | CC des Trois Forêts                        | 36,24            | 344 (2022)                        | 9,5                | modifier les données · modifier les données |
| Leschères-sur-le-Blaiseron       | 52284      | 52110       | Saint-Dizier   | Joinville                                    | CC du Bassin de Joinville en Champagne     | 14,93            | 88 (2022)                         | 5,9                | modifier les données · modifier les données |
| Leuchey                          | 52285      | 52190       | Langres        | Villegusien-le-Lac                           | CC d'Auberive Vingeanne et Montsaugeonnais | 5,48             | 72 (2022)                         | 13                 | modifier les données · modifier les données |
| Leurville                        | 52286      | 52700       | Chaumont       | Poissons                                     | CC Meuse Rognon                            | 10,44            | 77 (2022)                         | 7,4                | modifier les données · modifier les données |
| Levécourt                        | 52287      | 52150       | Chaumont       | Poissons                                     | CC Meuse Rognon                            | 6,70             | 91 (2022)                         | 14                 | modifier les données · modifier les données |
| Lezéville                        | 52288      | 52230       | Saint-Dizier   | Poissons                                     | CC du Bassin de Joinville en Champagne     | 25,72            | 108 (2022)                        | 4,2                | modifier les données · modifier les données |
| Liffol-le-Petit                  | 52289      | 52700       | Chaumont       | Poissons                                     | CC de l'Ouest Vosgien                      | 25,72            | 320 (2022)                        | 12                 | modifier les données · modifier les données |
| Les Loges                        | 52290      | 52500       | Langres        | Chalindrey                                   | CC des Savoir-Faire                        | 10,79            | 123 (2022)                        | 11                 | modifier les données · modifier les données |
| Longchamp                        | 52291      | 52240       | Chaumont       | Poissons                                     | CC Meuse Rognon                            | 6,11             | 59 (2022)                         | 9,7                | modifier les données · modifier les données |
| Longeau-Percey                   | 52292      | 52250       | Langres        | Villegusien-le-Lac                           | CC d'Auberive Vingeanne et Montsaugeonnais | 7,48             | 695 (2022)                        | 93                 | modifier les données · modifier les données |
| Louvemont                        | 52294      | 52130       | Saint-Dizier   | Saint-Dizier-1                               | CA Saint-Dizier, Der et Blaise             | 20,98            | 697 (2022)                        | 33                 | modifier les données · modifier les données |
| Louvières                        | 52295      | 52800       | Chaumont       | Nogent                                       | CA de Chaumont                             | 8,62             | 90 (2022)                         | 10                 | modifier les données · modifier les données |
| Luzy-sur-Marne                   | 52297      | 52000       | Chaumont       | Chaumont-3                                   | CA de Chaumont                             | 16,11            | 279 (2022)                        | 17                 | modifier les données · modifier les données |
| Maâtz                            | 52298      | 52500       | Langres        | Villegusien-le-Lac                           | CC d'Auberive Vingeanne et Montsaugeonnais | 10,84            | 71 (2022)                         | 6,5                | modifier les données · modifier les données |
| Magneux                          | 52300      | 52130       | Saint-Dizier   | Eurville-Bienville                           | CA Saint-Dizier, Der et Blaise             | 5,80             | 154 (2022)                        | 27                 | modifier les données · modifier les données |
| Maisoncelles                     | 52301      | 52240       | Chaumont       | Poissons                                     | CC Meuse Rognon                            | 4,20             | 58 (2022)                         | 14                 | modifier les données · modifier les données |
| Maizières                        | 52302      | 52300       | Saint-Dizier   | Eurville-Bienville                           | CA Saint-Dizier, Der et Blaise             | 11,70            | 184 (2022)                        | 16                 | modifier les données · modifier les données |
| Maizières-sur-Amance             | 52303      | 52500       | Langres        | Chalindrey                                   | CC des Savoir-Faire                        | 7,97             | 97 (2022)                         | 12                 | modifier les données · modifier les données |
| Malaincourt-sur-Meuse            | 52304      | 52150       | Chaumont       | Poissons                                     | CC Meuse Rognon                            | 3,83             | 49 (2022)                         | 13                 | modifier les données · modifier les données |
| Mandres-la-Côte                  | 52305      | 52800       | Chaumont       | Nogent                                       | CA de Chaumont                             | 11,30            | 558 (2022)                        | 49                 | modifier les données · modifier les données |
| Manois                           | 52306      | 52700       | Chaumont       | Poissons                                     | CC Meuse Rognon                            | 10,36            | 459 (2022)                        | 44                 | modifier les données · modifier les données |
| Marac                            | 52307      | 52260       | Langres        | Langres                                      | CC du Grand Langres                        | 21,92            | 210 (2022)                        | 9,6                | modifier les données · modifier les données |
| Maranville                       | 52308      | 52370       | Chaumont       | Châteauvillain                               | CC des Trois Forêts                        | 12,42            | 402 (2022)                        | 32                 | modifier les données · modifier les données |
| Marbéville                       | 52310      | 52320       | Chaumont       | Bologne                                      | CA de Chaumont                             | 17,71            | 100 (2022)                        | 5,6                | modifier les données · modifier les données |
| Marcilly-en-Bassigny             | 52311      | 52360       | Langres        | Bourbonne-les-Bains                          | CC du Grand Langres                        | 19,56            | 223 (2022)                        | 11                 | modifier les données · modifier les données |
| Mardor                           | 52312      | 52200       | Langres        | Langres                                      | CC du Grand Langres                        | 7,44             | 57 (2022)                         | 7,7                | modifier les données · modifier les données |
| Mareilles                        | 52313      | 52700       | Chaumont       | Bologne                                      | CC Meuse Rognon                            | 22,28            | 136 (2022)                        | 6,1                | modifier les données · modifier les données |
| Marnay-sur-Marne                 | 52315      | 52800       | Chaumont       | Nogent                                       | CA de Chaumont                             | 10,62            | 333 (2022)                        | 31                 | modifier les données · modifier les données |
| Mathons                          | 52316      | 52300       | Saint-Dizier   | Joinville                                    | CC du Bassin de Joinville en Champagne     | 13,40            | 69 (2022)                         | 5,1                | modifier les données · modifier les données |
| Melay                            | 52318      | 52400       | Langres        | Bourbonne-les-Bains                          | CC des Savoir-Faire                        | 13,95            | 243 (2022)                        | 17                 | modifier les données · modifier les données |
| Mennouveaux                      | 52319      | 52240       | Chaumont       | Poissons                                     | CC Meuse Rognon                            | 7,80             | 65 (2022)                         | 8,3                | modifier les données · modifier les données |
| Merrey                           | 52320      | 52240       | Chaumont       | Poissons                                     | CC Meuse Rognon                            | 6,84             | 92 (2022)                         | 13                 | modifier les données · modifier les données |
| Mertrud                          | 52321      | 52110       | Saint-Dizier   | Joinville                                    | CC du Bassin de Joinville en Champagne     | 12,06            | 182 (2022)                        | 15                 | modifier les données · modifier les données |
| Meures                           | 52322      | 52310       | Chaumont       | Bologne                                      | CA de Chaumont                             | 8,17             | 131 (2022)                        | 16                 | modifier les données · modifier les données |
| Millières                        | 52325      | 52240       | Chaumont       | Poissons                                     | CC Meuse Rognon                            | 14,09            | 116 (2022)                        | 8,2                | modifier les données · modifier les données |
| Mirbel                           | 52326      | 52320       | Chaumont       | Bologne                                      | CA de Chaumont                             | 6,08             | 37 (2022)                         | 6,1                | modifier les données · modifier les données |
| Moëslains                        | 52327      | 52100       | Saint-Dizier   | Saint-Dizier-1                               | CA Saint-Dizier, Der et Blaise             | 1,62             | 461 (2022)                        | 285                | modifier les données · modifier les données |
| Montcharvot                      | 52328      | 52400       | Langres        | Bourbonne-les-Bains                          | CC des Savoir-Faire                        | 3,52             | 40 (2022)                         | 11                 | modifier les données · modifier les données |
| Montheries                       | 52330      | 52330       | Chaumont       | Châteauvillain                               | CC des Trois Forêts                        | 16,22            | 71 (2022)                         | 4,4                | modifier les données · modifier les données |
| Montot-sur-Rognon                | 52335      | 52700       | Chaumont       | Bologne                                      | CC Meuse Rognon                            | 7,84             | 111 (2022)                        | 14                 | modifier les données · modifier les données |
| Montreuil-sur-Blaise             | 52336      | 52130       | Saint-Dizier   | Wassy                                        | CA Saint-Dizier, Der et Blaise             | 1,36             | 132 (2022)                        | 97                 | modifier les données · modifier les données |
| Montreuil-sur-Thonnance          | 52337      | 52230       | Saint-Dizier   | Poissons                                     | CC du Bassin de Joinville en Champagne     | 8,09             | 65 (2022)                         | 8,0                | modifier les données · modifier les données |
| Le Montsaugeonnais               | 52405      | 52190       | Langres        | Villegusien-le-Lac                           | CC d'Auberive Vingeanne et Montsaugeonnais | 33,33            | 1 140 (2022)                      | 34                 | modifier les données · modifier les données |
| Morancourt                       | 52341      | 52110       | Saint-Dizier   | Wassy                                        | CA Saint-Dizier, Der et Blaise             | 13,92            | 132 (2022)                        | 9,5                | modifier les données · modifier les données |
| Morionvilliers                   | 52342      | 52700       | Chaumont       | Poissons                                     | CC du Bassin de Joinville en Champagne     | 6,88             | 25 (2022)                         | 3,6                | modifier les données · modifier les données |
| Mouilleron                       | 52344      | 52160       | Langres        | Villegusien-le-Lac                           | CC d'Auberive Vingeanne et Montsaugeonnais | 5,19             | 30 (2022)                         | 5,8                | modifier les données · modifier les données |
| Mussey-sur-Marne                 | 52346      | 52300       | Saint-Dizier   | Joinville                                    | CC du Bassin de Joinville en Champagne     | 9,92             | 368 (2022)                        | 37                 | modifier les données · modifier les données |
| Narcy                            | 52347      | 52170       | Saint-Dizier   | Eurville-Bienville                           | CA Saint-Dizier, Der et Blaise             | 11,12            | 211 (2022)                        | 19                 | modifier les données · modifier les données |
| Neuilly-l'Évêque                 | 52348      | 52360       | Langres        | Nogent                                       | CC du Grand Langres                        | 23,76            | 591 (2022)                        | 25                 | modifier les données · modifier les données |
| Neuilly-sur-Suize                | 52349      | 52000       | Chaumont       | Chaumont-3                                   | CA de Chaumont                             | 14,67            | 292 (2022)                        | 20                 | modifier les données · modifier les données |
| Neuvelle-lès-Voisey              | 52350      | 52400       | Langres        | Bourbonne-les-Bains                          | CC des Savoir-Faire                        | 5,65             | 67 (2022)                         | 12                 | modifier les données · modifier les données |
| Ninville                         | 52352      | 52800       | Chaumont       | Nogent                                       | CA de Chaumont                             | 9,03             | 59 (2022)                         | 6,5                | modifier les données · modifier les données |
| Nogent                           | 52353      | 52800       | Chaumont       | Nogent                                       | CA de Chaumont                             | 54,63            | 3 562 (2022)                      | 65                 | modifier les données · modifier les données |
| Noidant-Chatenoy                 | 52354      | 52600       | Langres        | Chalindrey                                   | CC des Savoir-Faire                        | 5,21             | 81 (2022)                         | 16                 | modifier les données · modifier les données |
| Noidant-le-Rocheux               | 52355      | 52200       | Langres        | Villegusien-le-Lac                           | CC du Grand Langres                        | 16,49            | 162 (2022)                        | 9,8                | modifier les données · modifier les données |
| Nomécourt                        | 52356      | 52300       | Saint-Dizier   | Joinville                                    | CC du Bassin de Joinville en Champagne     | 10,77            | 112 (2022)                        | 10                 | modifier les données · modifier les données |
| Noncourt-sur-le-Rongeant         | 52357      | 52230       | Saint-Dizier   | Poissons                                     | CC du Bassin de Joinville en Champagne     | 9,31             | 173 (2022)                        | 19                 | modifier les données · modifier les données |
| Noyers                           | 52358      | 52240       | Chaumont       | Bourbonne-les-Bains                          | CC du Grand Langres                        | 7,29             | 95 (2022)                         | 13                 | modifier les données · modifier les données |
| Nully                            | 52359      | 52110       | Saint-Dizier   | Joinville                                    | CC du Bassin de Joinville en Champagne     | 17,81            | 143 (2022)                        | 8,0                | modifier les données · modifier les données |
| Occey                            | 52360      | 52190       | Langres        | Villegusien-le-Lac                           | CC d'Auberive Vingeanne et Montsaugeonnais | 16,87            | 172 (2022)                        | 10                 | modifier les données · modifier les données |
| Orbigny-au-Mont                  | 52362      | 52360       | Langres        | Nogent                                       | CC du Grand Langres                        | 9,35             | 135 (2022)                        | 14                 | modifier les données · modifier les données |
| Orbigny-au-Val                   | 52363      | 52360       | Langres        | Nogent                                       | CC du Grand Langres                        | 7,55             | 96 (2022)                         | 13                 | modifier les données · modifier les données |
| Orcevaux                         | 52364      | 52250       | Langres        | Villegusien-le-Lac                           | CC d'Auberive Vingeanne et Montsaugeonnais | 4,22             | 96 (2022)                         | 23                 | modifier les données · modifier les données |
| Orges                            | 52365      | 52120       | Chaumont       | Châteauvillain                               | CC des Trois Forêts                        | 17,52            | 351 (2022)                        | 20                 | modifier les données · modifier les données |
| Ormancey                         | 52366      | 52200       | Langres        | Langres                                      | CC du Grand Langres                        | 17,11            | 75 (2022)                         | 4,4                | modifier les données · modifier les données |
| Ormoy-lès-Sexfontaines           | 52367      | 52310       | Chaumont       | Bologne                                      | CA de Chaumont                             | 5,53             | 40 (2022)                         | 7,2                | modifier les données · modifier les données |
| Orquevaux                        | 52369      | 52700       | Chaumont       | Poissons                                     | CC Meuse Rognon                            | 15,70            | 69 (2022)                         | 4,4                | modifier les données · modifier les données |
| Osne-le-Val                      | 52370      | 52300       | Saint-Dizier   | Eurville-Bienville                           | CA Saint-Dizier, Der et Blaise             | 26,92            | 256 (2022)                        | 9,5                | modifier les données · modifier les données |
| Oudincourt                       | 52371      | 52310       | Chaumont       | Bologne                                      | CA de Chaumont                             | 7,44             | 140 (2022)                        | 19                 | modifier les données · modifier les données |
| Outremécourt                     | 52372      | 52150       | Chaumont       | Poissons                                     | CC Meuse Rognon                            | 9,10             | 78 (2022)                         | 8,6                | modifier les données · modifier les données |
| Ozières                          | 52373      | 52700       | Chaumont       | Poissons                                     | CC Meuse Rognon                            | 9,62             | 33 (2022)                         | 3,4                | modifier les données · modifier les données |
| Le Pailly                        | 52374      | 52600       | Langres        | Chalindrey                                   | CC des Savoir-Faire                        | 7,19             | 272 (2022)                        | 38                 | modifier les données · modifier les données |
| Palaiseul                        | 52375      | 52600       | Langres        | Chalindrey                                   | CC des Savoir-Faire                        | 4,98             | 51 (2022)                         | 10                 | modifier les données · modifier les données |
| Pansey                           | 52376      | 52230       | Saint-Dizier   | Poissons                                     | CC du Bassin de Joinville en Champagne     | 8,96             | 93 (2022)                         | 10                 | modifier les données · modifier les données |
| Parnoy-en-Bassigny               | 52377      | 52400       | Langres        | Bourbonne-les-Bains                          | CC des Savoir-Faire                        | 40,75            | 285 (2022)                        | 7,0                | modifier les données · modifier les données |
| Paroy-sur-Saulx                  | 52378      | 52300       | Saint-Dizier   | Poissons                                     | CC du Bassin de Joinville en Champagne     | 7,47             | 44 (2022)                         | 5,9                | modifier les données · modifier les données |
| Peigney                          | 52380      | 52200       | Langres        | Langres                                      | CC du Grand Langres                        | 8,22             | 386 (2022)                        | 47                 | modifier les données · modifier les données |
| Perrancey-les-Vieux-Moulins      | 52383      | 52200       | Langres        | Langres                                      | CC du Grand Langres                        | 17,26            | 295 (2022)                        | 17                 | modifier les données · modifier les données |
| Perrogney-les-Fontaines          | 52384      | 52160       | Langres        | Villegusien-le-Lac                           | CC d'Auberive Vingeanne et Montsaugeonnais | 14,79            | 109 (2022)                        | 7,4                | modifier les données · modifier les données |
| Perrusse                         | 52385      | 52240       | Chaumont       | Bourbonne-les-Bains                          | CC du Grand Langres                        | 5,61             | 29 (2022)                         | 5,2                | modifier les données · modifier les données |
| Perthes                          | 52386      | 52100       | Saint-Dizier   | Saint-Dizier-1                               | CA Saint-Dizier, Der et Blaise             | 13,08            | 517 (2022)                        | 40                 | modifier les données · modifier les données |
| Pierremont-sur-Amance            | 52388      | 52500       | Langres        | Chalindrey                                   | CC des Savoir-Faire                        | 16,27            | 151 (2022)                        | 9,3                | modifier les données · modifier les données |
| Pisseloup                        | 52390      | 52500       | Langres        | Chalindrey                                   | CC des Savoir-Faire                        | 3,19             | 61 (2022)                         | 19                 | modifier les données · modifier les données |
| Planrupt                         | 52391      | 52220       | Saint-Dizier   | Wassy                                        | CA Saint-Dizier, Der et Blaise             | 8,33             | 315 (2022)                        | 38                 | modifier les données · modifier les données |
| Plesnoy                          | 52392      | 52360       | Langres        | Nogent                                       | CC du Grand Langres                        | 9,03             | 109 (2022)                        | 12                 | modifier les données · modifier les données |
| Poinsenot                        | 52393      | 52160       | Langres        | Villegusien-le-Lac                           | CC d'Auberive Vingeanne et Montsaugeonnais | 7,26             | 55 (2022)                         | 7,6                | modifier les données · modifier les données |
| Poinson-lès-Fayl                 | 52394      | 52500       | Langres        | Chalindrey                                   | CC des Savoir-Faire                        | 12,43            | 207 (2022)                        | 17                 | modifier les données · modifier les données |
| Poinson-lès-Grancey              | 52395      | 52160       | Langres        | Villegusien-le-Lac                           | CC d'Auberive Vingeanne et Montsaugeonnais | 11,68            | 58 (2022)                         | 5,0                | modifier les données · modifier les données |
| Poinson-lès-Nogent               | 52396      | 52800       | Chaumont       | Nogent                                       | CA de Chaumont                             | 10,67            | 142 (2022)                        | 13                 | modifier les données · modifier les données |
| Poiseul                          | 52397      | 52360       | Langres        | Nogent                                       | CC du Grand Langres                        | 4,58             | 71 (2022)                         | 16                 | modifier les données · modifier les données |
| Poissons                         | 52398      | 52230       | Saint-Dizier   | Poissons                                     | CC du Bassin de Joinville en Champagne     | 15,48            | 611 (2022)                        | 39                 | modifier les données · modifier les données |
| Pont-la-Ville                    | 52399      | 52120       | Chaumont       | Châteauvillain                               | CC des Trois Forêts                        | 10,23            | 108 (2022)                        | 11                 | modifier les données · modifier les données |
| La Porte du Der                  | 52331      | 52220       | Saint-Dizier   | Wassy                                        | CA Saint-Dizier, Der et Blaise             | 47,21            | 2 112 (2022)                      | 45                 | modifier les données · modifier les données |
| Poulangy                         | 52401      | 52800       | Chaumont       | Nogent                                       | CA de Chaumont                             | 17,39            | 358 (2022)                        | 21                 | modifier les données · modifier les données |
| Praslay                          | 52403      | 52160       | Langres        | Villegusien-le-Lac                           | CC d'Auberive Vingeanne et Montsaugeonnais | 11,28            | 82 (2022)                         | 7,3                | modifier les données · modifier les données |
| Pressigny                        | 52406      | 52500       | Langres        | Chalindrey                                   | CC des Savoir-Faire                        | 22,61            | 200 (2022)                        | 8,8                | modifier les données · modifier les données |
| Prez-sous-Lafauche               | 52407      | 52700       | Chaumont       | Poissons                                     | CC Meuse Rognon                            | 22,59            | 275 (2022)                        | 12                 | modifier les données · modifier les données |
| Rachecourt-sur-Marne             | 52414      | 52170       | Saint-Dizier   | Eurville-Bienville                           | CA Saint-Dizier, Der et Blaise             | 5,65             | 740 (2022)                        | 131                | modifier les données · modifier les données |
| Rachecourt-Suzémont              | 52413      | 52130       | Saint-Dizier   | Wassy                                        | CA Saint-Dizier, Der et Blaise             | 3,57             | 106 (2022)                        | 30                 | modifier les données · modifier les données |
| Rançonnières                     | 52415      | 52140       | Langres        | Bourbonne-les-Bains                          | CC du Grand Langres                        | 8,35             | 124 (2022)                        | 15                 | modifier les données · modifier les données |
| Rangecourt                       | 52416      | 52140       | Chaumont       | Bourbonne-les-Bains                          | CC du Grand Langres                        | 6,81             | 62 (2022)                         | 9,1                | modifier les données · modifier les données |
| Rennepont                        | 52419      | 52370       | Chaumont       | Châteauvillain                               | CA de Chaumont                             | 11,98            | 119 (2022)                        | 9,9                | modifier les données · modifier les données |
| Reynel                           | 52420      | 52700       | Chaumont       | Bologne                                      | CC Meuse Rognon                            | 18,61            | 129 (2022)                        | 6,9                | modifier les données · modifier les données |
| Riaucourt                        | 52421      | 52000       | Chaumont       | Chaumont-1                                   | CA de Chaumont                             | 10,71            | 409 (2022)                        | 38                 | modifier les données · modifier les données |
| Richebourg                       | 52422      | 52120       | Chaumont       | Châteauvillain                               | CC des Trois Forêts                        | 21,20            | 248 (2022)                        | 12                 | modifier les données · modifier les données |
| Rimaucourt                       | 52423      | 52700       | Chaumont       | Bologne                                      | CC Meuse Rognon                            | 20,26            | 615 (2022)                        | 30                 | modifier les données · modifier les données |
| Rives Dervoises                  | 52411      | 52220       | Saint-Dizier   | Wassy                                        | CA Saint-Dizier, Der et Blaise             | 76,70            | 1 306 (2022)                      | 17                 | modifier les données · modifier les données |
| Rivière-les-Fosses               | 52425      | 52190       | Langres        | Villegusien-le-Lac                           | CC d'Auberive Vingeanne et Montsaugeonnais | 17,94            | 184 (2022)                        | 10                 | modifier les données · modifier les données |
| Rivières-le-Bois                 | 52424      | 52600       | Langres        | Chalindrey                                   | CC des Savoir-Faire                        | 7,14             | 69 (2022)                         | 9,7                | modifier les données · modifier les données |
| Rizaucourt-Buchey                | 52426      | 52330       | Chaumont       | Châteauvillain                               | CA de Chaumont                             | 15,07            | 129 (2022)                        | 8,6                | modifier les données · modifier les données |
| Rochefort-sur-la-Côte            | 52428      | 52700       | Chaumont       | Bologne                                      | CA de Chaumont                             | 5,18             | 65 (2022)                         | 13                 | modifier les données · modifier les données |
| Roches-Bettaincourt              | 52044      | 52270       | Saint-Dizier   | Bologne                                      | CC Meuse Rognon                            | 41,38            | 527 (2022)                        | 13                 | modifier les données · modifier les données |
| Roches-sur-Marne                 | 52429      | 52410       | Saint-Dizier   | Eurville-Bienville                           | CA Saint-Dizier, Der et Blaise             | 7,87             | 583 (2022)                        | 74                 | modifier les données · modifier les données |
| Rochetaillée                     | 52431      | 52210       | Langres        | Villegusien-le-Lac                           | CC d'Auberive Vingeanne et Montsaugeonnais | 27,95            | 156 (2022)                        | 5,6                | modifier les données · modifier les données |
| Rolampont                        | 52432      | 52260       | Langres        | Nogent                                       | CC du Grand Langres                        | 49,10            | 1 364 (2022)                      | 28                 | modifier les données · modifier les données |
| Romain-sur-Meuse                 | 52433      | 52150       | Chaumont       | Poissons                                     | CC Meuse Rognon                            | 16,44            | 88 (2022)                         | 5,4                | modifier les données · modifier les données |
| Rouécourt                        | 52436      | 52320       | Saint-Dizier   | Bologne                                      | CA de Chaumont                             | 7,82             | 49 (2022)                         | 6,3                | modifier les données · modifier les données |
| Rouelles                         | 52437      | 52160       | Langres        | Villegusien-le-Lac                           | CC d'Auberive Vingeanne et Montsaugeonnais | 6,62             | 25 (2022)                         | 3,8                | modifier les données · modifier les données |
| Rougeux                          | 52438      | 52500       | Langres        | Chalindrey                                   | CC des Savoir-Faire                        | 9,82             | 114 (2022)                        | 12                 | modifier les données · modifier les données |
| Rouvres-sur-Aube                 | 52439      | 52160       | Langres        | Villegusien-le-Lac                           | CC d'Auberive Vingeanne et Montsaugeonnais | 20,18            | 69 (2022)                         | 3,4                | modifier les données · modifier les données |
| Rouvroy-sur-Marne                | 52440      | 52300       | Saint-Dizier   | Joinville                                    | CC du Bassin de Joinville en Champagne     | 8,41             | 368 (2022)                        | 44                 | modifier les données · modifier les données |
| Rupt                             | 52442      | 52300       | Saint-Dizier   | Joinville                                    | CC du Bassin de Joinville en Champagne     | 6,53             | 351 (2022)                        | 54                 | modifier les données · modifier les données |
| Sailly                           | 52443      | 52230       | Saint-Dizier   | Poissons                                     | CC du Bassin de Joinville en Champagne     | 12,49            | 33 (2022)                         | 2,6                | modifier les données · modifier les données |
| Saint-Blin                       | 52444      | 52700       | Chaumont       | Poissons                                     | CC Meuse Rognon                            | 22,33            | 335 (2022)                        | 15                 | modifier les données · modifier les données |
| Saint-Broingt-le-Bois            | 52445      | 52190       | Langres        | Chalindrey                                   | CC des Savoir-Faire                        | 4,49             | 71 (2022)                         | 16                 | modifier les données · modifier les données |
| Saint-Broingt-les-Fosses         | 52446      | 52190       | Langres        | Villegusien-le-Lac                           | CC d'Auberive Vingeanne et Montsaugeonnais | 12,37            | 236 (2022)                        | 19                 | modifier les données · modifier les données |
| Saint-Ciergues                   | 52447      | 52200       | Langres        | Langres                                      | CC du Grand Langres                        | 12,45            | 179 (2022)                        | 14                 | modifier les données · modifier les données |
| Saint-Dizier                     | 52448      | 52100       | Saint-Dizier   | Saint-Dizier-1 Saint-Dizier-2 Saint-Dizier-3 | CA Saint-Dizier, Der et Blaise             | 47,69            | 22 811 (2022)                     | 478                | modifier les données · modifier les données |
| Saint-Loup-sur-Aujon             | 52450      | 52210       | Langres        | Villegusien-le-Lac                           | CC d'Auberive Vingeanne et Montsaugeonnais | 19,33            | 129 (2022)                        | 6,7                | modifier les données · modifier les données |
| Saint-Martin-lès-Langres         | 52452      | 52200       | Langres        | Langres                                      | CC du Grand Langres                        | 3,64             | 106 (2022)                        | 29                 | modifier les données · modifier les données |
| Saint-Maurice                    | 52453      | 52200       | Langres        | Langres                                      | CC du Grand Langres                        | 3,55             | 127 (2022)                        | 36                 | modifier les données · modifier les données |
| Saint-Thiébault                  | 52455      | 52150       | Chaumont       | Poissons                                     | CC Meuse Rognon                            | 0,61             | 250 (2022)                        | 410                | modifier les données · modifier les données |
| Saint-Urbain-Maconcourt          | 52456      | 52300       | Saint-Dizier   | Joinville                                    | CC du Bassin de Joinville en Champagne     | 25,85            | 605 (2022)                        | 23                 | modifier les données · modifier les données |
| Saint-Vallier-sur-Marne          | 52457      | 52200       | Langres        | Chalindrey                                   | CC des Savoir-Faire                        | 6,64             | 173 (2022)                        | 26                 | modifier les données · modifier les données |
| Saints-Geosmes                   | 52449      | 52200       | Langres        | Langres                                      | CC du Grand Langres                        | 27,61            | 1 097 (2022)                      | 40                 | modifier les données · modifier les données |
| Sarcey                           | 52459      | 52800       | Chaumont       | Nogent                                       | CA de Chaumont                             | 7,22             | 99 (2022)                         | 14                 | modifier les données · modifier les données |
| Sarrey                           | 52461      | 52140       | Langres        | Bourbonne-les-Bains                          | CC du Grand Langres                        | 14,21            | 369 (2022)                        | 26                 | modifier les données · modifier les données |
| Saudron                          | 52463      | 52230       | Saint-Dizier   | Poissons                                     | CC du Bassin de Joinville en Champagne     | 9,06             | 42 (2022)                         | 4,6                | modifier les données · modifier les données |
| Saulles                          | 52464      | 52500       | Langres        | Chalindrey                                   | CC des Savoir-Faire                        | 17,18            | 52 (2022)                         | 3,0                | modifier les données · modifier les données |
| Saulxures                        | 52465      | 52140       | Langres        | Bourbonne-les-Bains                          | CC du Grand Langres                        | 8,17             | 134 (2022)                        | 16                 | modifier les données · modifier les données |
| Savigny                          | 52467      | 52500       | Langres        | Chalindrey                                   | CC des Savoir-Faire                        | 6,19             | 58 (2022)                         | 9,4                | modifier les données · modifier les données |
| Semilly                          | 52468      | 52700       | Chaumont       | Poissons                                     | CC Meuse Rognon                            | 14,60            | 99 (2022)                         | 6,8                | modifier les données · modifier les données |
| Semoutiers-Montsaon              | 52469      | 52000       | Chaumont       | Chaumont-3                                   | CA de Chaumont                             | 27,40            | 723 (2022)                        | 26                 | modifier les données · modifier les données |
| Serqueux                         | 52470      | 52400       | Langres        | Bourbonne-les-Bains                          | CC des Savoir-Faire                        | 25,63            | 367 (2022)                        | 14                 | modifier les données · modifier les données |
| Sexfontaines                     | 52472      | 52330       | Chaumont       | Bologne                                      | CA de Chaumont                             | 20,77            | 151 (2022)                        | 7,3                | modifier les données · modifier les données |
| Signéville                       | 52473      | 52700       | Chaumont       | Bologne                                      | CC Meuse Rognon                            | 8,08             | 88 (2022)                         | 11                 | modifier les données · modifier les données |
| Silvarouvres                     | 52474      | 52120       | Chaumont       | Châteauvillain                               | CC des Trois Forêts                        | 19,41            | 33 (2022)                         | 1,7                | modifier les données · modifier les données |
| Sommancourt                      | 52475      | 52130       | Saint-Dizier   | Eurville-Bienville                           | CA Saint-Dizier, Der et Blaise             | 5,73             | 55 (2022)                         | 9,6                | modifier les données · modifier les données |
| Sommerécourt                     | 52476      | 52150       | Chaumont       | Poissons                                     | CC Meuse Rognon                            | 7,66             | 77 (2022)                         | 10                 | modifier les données · modifier les données |
| Sommevoire                       | 52479      | 52220       | Saint-Dizier   | Wassy                                        | CA Saint-Dizier, Der et Blaise             | 32,68            | 648 (2022)                        | 20                 | modifier les données · modifier les données |
| Soncourt-sur-Marne               | 52480      | 52320       | Chaumont       | Bologne                                      | CA de Chaumont                             | 13,63            | 330 (2022)                        | 24                 | modifier les données · modifier les données |
| Soulaucourt-sur-Mouzon           | 52482      | 52150       | Chaumont       | Poissons                                     | CC Meuse Rognon                            | 9,20             | 98 (2022)                         | 11                 | modifier les données · modifier les données |
| Soyers                           | 52483      | 52400       | Langres        | Chalindrey                                   | CC des Savoir-Faire                        | 6,05             | 68 (2022)                         | 11                 | modifier les données · modifier les données |
| Suzannecourt                     | 52484      | 52300       | Saint-Dizier   | Joinville                                    | CC du Bassin de Joinville en Champagne     | 4,60             | 361 (2022)                        | 78                 | modifier les données · modifier les données |
| Ternat                           | 52486      | 52210       | Langres        | Villegusien-le-Lac                           | CC d'Auberive Vingeanne et Montsaugeonnais | 7,91             | 60 (2022)                         | 7,6                | modifier les données · modifier les données |
| Thilleux                         | 52487      | 52220       | Saint-Dizier   | Wassy                                        | CA Saint-Dizier, Der et Blaise             | 9,71             | 62 (2022)                         | 6,4                | modifier les données · modifier les données |
| Thivet                           | 52488      | 52800       | Chaumont       | Nogent                                       | CA de Chaumont                             | 15,37            | 276 (2022)                        | 18                 | modifier les données · modifier les données |
| Thol-lès-Millières               | 52489      | 52240       | Chaumont       | Poissons                                     | CC Meuse Rognon                            | 6,91             | 30 (2022)                         | 4,3                | modifier les données · modifier les données |
| Thonnance-lès-Joinville          | 52490      | 52300       | Saint-Dizier   | Joinville                                    | CC du Bassin de Joinville en Champagne     | 11,33            | 703 (2022)                        | 62                 | modifier les données · modifier les données |
| Thonnance-les-Moulins            | 52491      | 52230       | Saint-Dizier   | Poissons                                     | CC du Bassin de Joinville en Champagne     | 21,50            | 107 (2022)                        | 5,0                | modifier les données · modifier les données |
| Torcenay                         | 52492      | 52600       | Langres        | Chalindrey                                   | CC des Savoir-Faire                        | 8,49             | 553 (2022)                        | 65                 | modifier les données · modifier les données |
| Tornay                           | 52493      | 52500       | Langres        | Chalindrey                                   | CC des Savoir-Faire                        | 7,30             | 29 (2022)                         | 4,0                | modifier les données · modifier les données |
| Treix                            | 52494      | 52000       | Chaumont       | Chaumont-1                                   | CA de Chaumont                             | 15,46            | 217 (2022)                        | 14                 | modifier les données · modifier les données |
| Trémilly                         | 52495      | 52110       | Saint-Dizier   | Joinville                                    | CC du Bassin de Joinville en Champagne     | 10,72            | 83 (2022)                         | 7,7                | modifier les données · modifier les données |
| Troisfontaines-la-Ville          | 52497      | 52130       | Saint-Dizier   | Eurville-Bienville                           | CA Saint-Dizier, Der et Blaise             | 37,88            | 432 (2022)                        | 11                 | modifier les données · modifier les données |
| Vaillant                         | 52499      | 52160       | Langres        | Villegusien-le-Lac                           | CC d'Auberive Vingeanne et Montsaugeonnais | 7,50             | 46 (2022)                         | 6,1                | modifier les données · modifier les données |
| Le Val-d'Esnoms                  | 52189      | 52190       | Langres        | Villegusien-le-Lac                           | CC d'Auberive Vingeanne et Montsaugeonnais | 32,48            | 367 (2022)                        | 11                 | modifier les données · modifier les données |
| Val-de-Meuse                     | 52332      | 52140 52240 | Langres        | Bourbonne-les-Bains                          | CC du Grand Langres                        | 76,76            | 1 807 (2022)                      | 24                 | modifier les données · modifier les données |
| Valcourt                         | 52500      | 52100       | Saint-Dizier   | Saint-Dizier-1                               | CA Saint-Dizier, Der et Blaise             | 3,77             | 608 (2022)                        | 161                | modifier les données · modifier les données |
| Valleret                         | 52502      | 52130       | Saint-Dizier   | Eurville-Bienville                           | CA Saint-Dizier, Der et Blaise             | 4,76             | 63 (2022)                         | 13                 | modifier les données · modifier les données |
| Valleroy                         | 52503      | 52500       | Langres        | Chalindrey                                   | CC des Savoir-Faire                        | 3,43             | 24 (2022)                         | 7,0                | modifier les données · modifier les données |
| Vals-des-Tilles                  | 52094      | 52160       | Langres        | Villegusien-le-Lac                           | CC d'Auberive Vingeanne et Montsaugeonnais | 36,89            | 182 (2022)                        | 4,9                | modifier les données · modifier les données |
| Varennes-sur-Amance              | 52504      | 52400       | Langres        | Chalindrey                                   | CC des Savoir-Faire                        | 12,64            | 257 (2022)                        | 20                 | modifier les données · modifier les données |
| Vaudrecourt                      | 52505      | 52150       | Chaumont       | Poissons                                     | CC Meuse Rognon                            | 2,60             | 32 (2022)                         | 12                 | modifier les données · modifier les données |
| Vaudrémont                       | 52506      | 52330       | Chaumont       | Châteauvillain                               | CC des Trois Forêts                        | 10,39            | 83 (2022)                         | 8,0                | modifier les données · modifier les données |
| Vaux-sur-Blaise                  | 52510      | 52130       | Saint-Dizier   | Wassy                                        | CA Saint-Dizier, Der et Blaise             | 7,19             | 347 (2022)                        | 48                 | modifier les données · modifier les données |
| Vaux-sur-Saint-Urbain            | 52511      | 52300       | Saint-Dizier   | Joinville                                    | CC du Bassin de Joinville en Champagne     | 6,40             | 56 (2022)                         | 8,8                | modifier les données · modifier les données |
| Vauxbons                         | 52507      | 52200       | Langres        | Villegusien-le-Lac                           | CC d'Auberive Vingeanne et Montsaugeonnais | 12,48            | 53 (2022)                         | 4,2                | modifier les données · modifier les données |
| Vecqueville                      | 52512      | 52300       | Saint-Dizier   | Joinville                                    | CC du Bassin de Joinville en Champagne     | 5,22             | 506 (2022)                        | 97                 | modifier les données · modifier les données |
| Velles                           | 52513      | 52500       | Langres        | Chalindrey                                   | CC des Savoir-Faire                        | 4,29             | 62 (2022)                         | 14                 | modifier les données · modifier les données |
| Verbiesles                       | 52514      | 52000       | Chaumont       | Chaumont-3                                   | CA de Chaumont                             | 11,36            | 319 (2022)                        | 28                 | modifier les données · modifier les données |
| Verseilles-le-Bas                | 52515      | 52250       | Langres        | Villegusien-le-Lac                           | CC d'Auberive Vingeanne et Montsaugeonnais | 1,58             | 111 (2022)                        | 70                 | modifier les données · modifier les données |
| Verseilles-le-Haut               | 52516      | 52250       | Langres        | Villegusien-le-Lac                           | CC d'Auberive Vingeanne et Montsaugeonnais | 2,83             | 48 (2022)                         | 17                 | modifier les données · modifier les données |
| Vesaignes-sous-Lafauche          | 52517      | 52700       | Chaumont       | Poissons                                     | CC Meuse Rognon                            | 13,78            | 122 (2022)                        | 8,9                | modifier les données · modifier les données |
| Vesaignes-sur-Marne              | 52518      | 52800       | Chaumont       | Nogent                                       | CA de Chaumont                             | 8,45             | 103 (2022)                        | 12                 | modifier les données · modifier les données |
| Vesvres-sous-Chalancey           | 52519      | 52190       | Langres        | Villegusien-le-Lac                           | CC d'Auberive Vingeanne et Montsaugeonnais | 7,22             | 47 (2022)                         | 6,5                | modifier les données · modifier les données |
| Vicq                             | 52520      | 52400       | Langres        | Bourbonne-les-Bains                          | CC des Savoir-Faire                        | 13,72            | 161 (2022)                        | 12                 | modifier les données · modifier les données |
| Viéville                         | 52522      | 52310       | Chaumont       | Bologne                                      | CA de Chaumont                             | 11,18            | 336 (2022)                        | 30                 | modifier les données · modifier les données |
| Vignes-la-Côte                   | 52523      | 52700       | Chaumont       | Bologne                                      | CC Meuse Rognon                            | 3,10             | 66 (2022)                         | 21                 | modifier les données · modifier les données |
| Vignory                          | 52524      | 52320       | Chaumont       | Bologne                                      | CA de Chaumont                             | 19,46            | 219 (2022)                        | 11                 | modifier les données · modifier les données |
| Villars-en-Azois                 | 52525      | 52120       | Chaumont       | Châteauvillain                               | CC des Trois Forêts                        | 19,52            | 62 (2022)                         | 3,2                | modifier les données · modifier les données |
| Villars-Santenoge                | 52526      | 52160       | Langres        | Villegusien-le-Lac                           | CC d'Auberive Vingeanne et Montsaugeonnais | 19,95            | 79 (2022)                         | 4,0                | modifier les données · modifier les données |
| Ville-en-Blaisois                | 52528      | 52130       | Saint-Dizier   | Wassy                                        | CA Saint-Dizier, Der et Blaise             | 6,89             | 148 (2022)                        | 21                 | modifier les données · modifier les données |
| Villegusien-le-Lac               | 52529      | 52190 52600 | Langres        | Villegusien-le-Lac                           | CC d'Auberive Vingeanne et Montsaugeonnais | 40,03            | 993 (2022)                        | 25                 | modifier les données · modifier les données |
| Villiers-en-Lieu                 | 52534      | 52100       | Saint-Dizier   | Saint-Dizier-1                               | CA Saint-Dizier, Der et Blaise             | 12,90            | 1 477 (2022)                      | 114                | modifier les données · modifier les données |
| Villiers-le-Sec                  | 52535      | 52000       | Chaumont       | Chaumont-2                                   | CA de Chaumont                             | 15,71            | 739 (2022)                        | 47                 | modifier les données · modifier les données |
| Villiers-lès-Aprey               | 52536      | 52190       | Langres        | Villegusien-le-Lac                           | CC d'Auberive Vingeanne et Montsaugeonnais | 7,39             | 47 (2022)                         | 6,4                | modifier les données · modifier les données |
| Villiers-sur-Suize               | 52538      | 52210       | Chaumont       | Châteauvillain                               | CC des Trois Forêts                        | 17,55            | 258 (2022)                        | 15                 | modifier les données · modifier les données |
| Violot                           | 52539      | 52600       | Langres        | Chalindrey                                   | CC des Savoir-Faire                        | 4,27             | 64 (2022)                         | 15                 | modifier les données · modifier les données |
| Vitry-en-Montagne                | 52540      | 52160       | Langres        | Villegusien-le-Lac                           | CC d'Auberive Vingeanne et Montsaugeonnais | 9,53             | 29 (2022)                         | 3,0                | modifier les données · modifier les données |
| Vitry-lès-Nogent                 | 52541      | 52800       | Chaumont       | Nogent                                       | CA de Chaumont                             | 7,95             | 217 (2022)                        | 27                 | modifier les données · modifier les données |
| Vivey                            | 52542      | 52160       | Langres        | Villegusien-le-Lac                           | CC d'Auberive Vingeanne et Montsaugeonnais | 13,05            | 51 (2022)                         | 3,9                | modifier les données · modifier les données |
| Voillecomte                      | 52543      | 52130       | Saint-Dizier   | Wassy                                        | CA Saint-Dizier, Der et Blaise             | 14,44            | 515 (2022)                        | 36                 | modifier les données · modifier les données |
| Voisey                           | 52544      | 52400       | Langres        | Bourbonne-les-Bains                          | CC des Savoir-Faire                        | 31,60            | 275 (2022)                        | 8,7                | modifier les données · modifier les données |
| Voisines                         | 52545      | 52200       | Langres        | Villegusien-le-Lac                           | CC du Grand Langres                        | 19,08            | 102 (2022)                        | 5,3                | modifier les données · modifier les données |
| Voncourt                         | 52546      | 52500       | Langres        | Chalindrey                                   | CC des Savoir-Faire                        | 3,50             | 17 (2022)                         | 4,9                | modifier les données · modifier les données |
| Vouécourt                        | 52547      | 52320       | Chaumont       | Bologne                                      | CA de Chaumont                             | 13,42            | 208 (2022)                        | 15                 | modifier les données · modifier les données |
| Vraincourt                       | 52548      | 52310       | Chaumont       | Bologne                                      | CA de Chaumont                             | 3,48             | 84 (2022)                         | 24                 | modifier les données · modifier les données |
| Vroncourt-la-Côte                | 52549      | 52240       | Chaumont       | Poissons                                     | CC Meuse Rognon                            | 4,19             | 27 (2022)                         | 6,4                | modifier les données · modifier les données |
| Wassy                            | 52550      | 52130       | Saint-Dizier   | Wassy                                        | CA Saint-Dizier, Der et Blaise             | 33,82            | 2 776 (2022)                      | 82                 | modifier les données · modifier les données |
| Haute-Marne                      | 52         |             |                |                                              |                                            | 6 211,00         | 169 865 (2022)                    | 27                 | modifier les données                        |